# Folkemusikprisen
Folkemusikprisen er en dansk musikpris, der er indstiftet af Skagen Festival og DR Nordjylland i 1995. Prisen gives som Danmarks bidrag til musikere eller andre, der har ydet en særlig indsats inden for folkemusikkens udvikling eller udbredelse. Prisen er knyttet til Alex Campbells navn og minde, og uddeles hvert år i forbindelse med Skagen Festivalen.

## Prismodtagere
- 1995 – Lillebjørn Nilsen (Norge)
- 1996 – Carl Erik Lundgaard Jensen (Danmark)
- 1997 – Allan Taylor (England)
- 1998 – Mikael Wiehe (Sverige)
- 1999 – Lars Lilholt (Danmark)
- 2000 – Allan Olsen
- 2001 – Tom Paxton (USA)
- 2002 – Povl Dissing (Danmark)
- 2003 – Sebastian (Danmark)
- 2004 – The Dubliners (Irland)[1]
- 2005 – The McCalmans (Skotland)
- 2006 – Eric Bogle (Australien)[2]
- 2007 – De Gyldne Løver
- 2008 – Donovan (Skotland)
- 2009 – Åge Aleksandersen (Norge)
- 2010 – Arlo Guthrie (USA)
- 2011 – Dougie MacLean[3]
- 2012 – Aly Bain & Phil Cunningham
- 2013 – Buffy Sainte-Marie
- 2014 – Habadekuk
- 2015 – Eleanor Shanley
- 2016 – Helge Engelbrecht
- 2017 – Folkeklubben[4]
- 2018 – The Sands Family (Nordirland)[5]
- 2019 – Oysterband[6]
- 2020 – Erik Grip
- 2022 – Andy Irvine (Irland)
- 2023 – Poul Krebs
- 2024 – Mads Toghøj